# Robert Berry
Pour les articles homonymes, voir Robert Berry (hockey sur glace) et Berry (homonymie).
 (avril 2017).
Si vous disposez d'ouvrages ou d'articles de référence ou si vous connaissez des sites web de qualité traitant du thème abordé ici, merci de compléter l'article en donnant les références utiles à sa vérifiabilité et en les liant à la section « Notes et références ».
Robert Berry est un guitariste, bassiste, chanteur et producteur américain. Il est surtout connu pour son travail avec Hush, Ambrosia, Alliance, Los Tres Gusanos et The Greg Kihn Band avec lequel il joue la basse, les claviers et les chœurs depuis 2010. En 1988, avec Keith Emerson et Carl Palmer (du groupe Emerson, Lake and Palmer), il forma 3, dissous un an plus tard malgré le relatif succès de leur unique album, To the Power of Three.

## Histoire
Robert Berry a été à l'honneur en 1988, quand il a fait équipe avec Keith Emerson et Carl Palmer (du trio Emerson, Lake & Palmer) et formé le groupe 3. Leur seul album, To the Power of Three, a suscité beaucoup de critiques pour son côté radiophonique et le son poli des années 1980, compte tenu de la réputation de musiciens plutôt progressif d'Emerson et de Palmer. Le groupe a été démantelé en 1989 après une tournée réussie soutenant l'album. Le premier single sorti de l'album, Talkin 'Bout, écrit par Berry, a atteint la 9e place sur les charts du Billboard Mainstream.
Depuis la dissolution de 3, Berry a participé à plusieurs projets, y compris Tales From Yesterday, un album hommage à Yes. Il a également participé à une tentative infructueuse de remplacer Steve Hackett au sein de GTR, mené par Steve Howe. Du matériel composé pour un deuxième album de ce groupe, ainsi que des chansons qui auraient dû se retrouver sur le prochain album de 3, ont été utilisées sur le disque solo de Robert Berry Pilgrimage to a Point. Alliance, le groupe suivant de Berry était composé de Gary Pihl du groupe Boston à la guitare, David Lauser du Sammy Hagar Band à la batterie et Fitzgerald Alan de Night Ranger aux claviers. Berry a également contribué à un certain nombre de bandes sonores de films, y compris le film du réalisateur Anthony Michael Hall, Out of Bounds. En 1999, Berry a produit et joué sur The Wheel of Time, un album présenté comme la bande sonore de la série fantastique éponyme de Robert Jordan. En 1999 toujours, il a participé à l'album hommage à Emerson, Lake & Palmer, Encores, Legends & Paradox, A Tribute To The Music OF ELP avec de grands noms du progressif tels que Peter Banks, John Wetton, Geoff Downes, Martin Barre, Igor Khoroshev, etc. Il a ensuite été, en 2010, le bassiste du Greg Kihn Band. Il travaille également comme producteur de disques.
Berry Organise des dizaines de sessions et albums hommage à des groupes tels que Rush, Pink Floyd, Genesis et Jethro Tull. Il est également le chef du groupe The December People, qui a produit trois albums de musique de Noël arrangés dans le style de divers artistes rock classiques ou progressifs et effectue ces arrangements autour des vacances.
En Juin, Robert Berry produit en 2015 la chanson Telephone Line, pour la chanteuse-compositrice-interprète "indie" Julianna « Jules » Pollifrone, qui a par la suite été utilisée sur NBC Nouvelles lors de la critique de la chanteuse Taylor Swift de Apple à l'appui des artistes et des auteurs-compositeurs indépendants.

## Discographie

### Solo
- Back to Back (1985)
- Pilgrimage to a Point (1992) - Carl Palmer, Keith Emerson et Steve Howe ont participé à l'écriture de 4 chansons.
- In These Eyes (1994)
- Takin' it Back (1995)
- Prime Cuts (2005)
- The Dividing Line (2008)

### Bandes Sonores
- A Soundtrack for The Wheel of Time (1999)

### Hush
- Hush (1979)
- Hot Tonight (1982)
- Hush featuring Robert Berry (1998)

### 3
- To the Power of Three (1988)
- Live Boston '88 (2010)
- Live - Rockin’ The Ritz (2017)

### 3.2
- The Rules Have Changed (2018) - Robert Berry : Composition, arrangements, production, instrumentation et chant. Keith Emerson : Composition, arrangements
- Third Impressions (2021) - Robert Berry : Composition, arrangements, production, instrumentation et chant. Keith Emerson : Composition

### Supper's Ready
- Supper's Ready - A  Tribute to Genesis (1995)

### To Cry You A Song
- To Cry You A Song: A Collection of Tull Tales (1996)

### Alliance
- Alliance (1997)
- Missing Piece (1999)
- Destination Known (2007)
- Road to Heaven (2009)

### Encores, Legends & Paradox
- Encores, Legends & Paradox, A Tribute To The Music OF ELP (1999)

### The December People
- Sounds Like Christmas (2001)
- Rattle & Humbug (2010)
- A Classic Rock Christmas (2015)

### Jack Foster III, Trent Gardner, Robert Berry
- RaptorGnosis (2005)

### Jules
- Heart On My Sleeve (2015) -Robert Berry producteur.

### Subdivisons
- Subdivisions - A Tribute to Rush (2005)

### The Greg Kihn Band
- Rekihndled (2017)